# تیلی کیپر
ماتیلدا الیزابت کیپر (متولد ۱۶ اوت 1997) یک هنرپیشه انگلیسی است که برای بازی در نقش لوئیز میچل در سریال بی‌بی‌سی ایست‌اندرز شناخته می‌شود. او از آن زمان در فیلم بی‌بی‌سی مرا مشهور کن (۲۰۲۰) و در سریال نتفلیکس تو (۲۰۲۳) ظاهر شد.
کیپر در لندن، انگلستان در خانواده پیتر کیپر، یکی از نویسندگان Spitting Image و آماندا به دنیا آمد. کیپر دو برادر هم دارد. او به مدت ۱۴ سال در آکادمی هنرهای نمایشی D&B در بروملی، مدرسه ای که متعلق به عمه‌های او بود، شرکت کرد. کیپر از سن ۴ سالگی، قبل از اینکه در سن ۷ سالگی به آژانس آنها بپیوندد، درس‌های باله می‌گذراند. کیپر در دبیرستان بروملی تحصیل کرد.

## فیلم‌شناسی
| سال       | عنوان                       | نقش                      | یادداشت‌ها            |
| --------- | --------------------------- | ------------------------ | -------------------- |
| ۲۰۰۸      | قانون                       | دختر مدرسه               | ۱ قسمت               |
| ۲۰۱۱      | بذاریم برای کمیک رلیف رقصیم | رقصنده                   | ویژه تلویزیونی       |
| ۲۰۱۴      | خشم کوبا                    | رقصنده                   | فیلم‌های فیلم         |
| ۲۰۱۵      | سگ زن                       | گریس                     | فیلم کوتاه           |
| ۲۰۱۶      | "میلی" در میان              | کریسی                    | قسمت: "عشق شده"      |
| ۲۰۱۶–۲۰۲۰ | ایست اندرز                  | لوئیس میچل               | نقش منظم؛ ۳۹۲ قسمت   |
| ۲۰۱۷      | تنها نمایش                  | خودش                     | ظاهر مهمان           |
| ۲۰۱۸      | کودکان نیازمند              | شاهزاده یاسمین           | ویژه تلویزیونی       |
| ۲۰۱۹      | امروز صبح                   | خودش                     | ظاهر مهمان           |
| ۲۰۲۰      | منو مشهور کن                | هلن کوت                  | فیلم تلویزیونی       |
| ۲۰۲۱      | رنگ‌های واقعی                | کلو                      | فیلم کوتاه           |
| ۲۰۲۱      | اینو برای من انجام بده      | کِت                       | فیلم کوتاه           |
| ۲۰۲۲      | بیدار شدن غمگین             | ایمیلی                   | فیلم                 |
| ۲۰۲۲      | "رپد ۲: ظهور لعنتی"         | شارلوت پلسیفر            | فیلم مستقیم به ویدئو |
| ۲۰۲۳      | تو                          | لیدی فیب بورهال-بلاکسورت | نقش اصلی (سلسلهٔ ۴)   |
| ۲۰۲۴      | ملکه                        | دارسی                    | نقش اصلی             |